# Payerne (huyện)

Huy hiệu của huyện Payerne

Payerne là một huyện thuộc bang Vaud ở Thụy Sĩ.
Huyện này có diện tích 107,74 km², dân số là 14.830 người (năm 2006).

## Đô thị
- Cerniaz
- Champtauroz
- Chevroux
- Combremont-le-Grand
- Combremont-le-Petit
- Grandcour
- Granges-près-Marnand
- Henniez
- Marnand
- Missy
- Payerne
- Rossens
- Sassel
- Sédeilles
- Seigneux
- Trey
- Treytorrens
- Villars-Bramard
- Villarzel